# Michèle Chardonnet

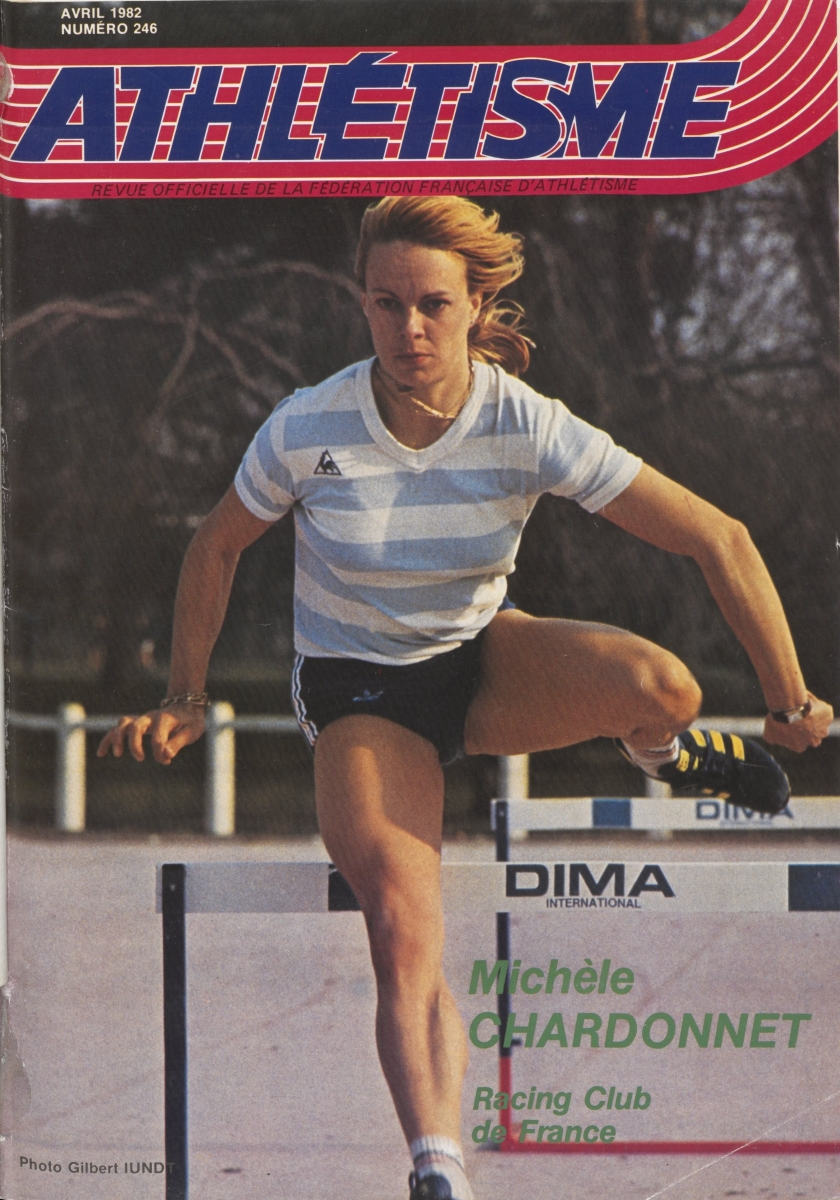
Michèle Chardonnet (1982)

Michèle Chardonnet (* 27. Oktober 1956 in Toulon) ist eine ehemalige französische Leichtathletin und Olympionikin.
Michèle Chardonnet gewann bei den französischen Hallen-Leichtathletik-Meisterschaften die Goldmedaille im 60-Meter-Hürdenlauf in den Jahren 1979, 1981, 1982 und 1983. 
Bei den Mittelmeerspielen 1983 in Casablanca gewann sie eine Goldmedaille im 100-Meter-Hürdenlauf.
Bei den XXIII. Olympischen Sommerspielen 1984 in Los Angeles gewann sie die Bronzemedaille im 100-Meter-Hürdenlauf zusammen mit der US-Amerikanerin Kim Turner hinter der US-Amerikanerin Benita Fitzgerald-Brown (Gold) und der Britin Shirley Strong (Silber).